# Francis Gerrard Russell Brittorous
Francis Gerrard Russell Brittorous, britanski general, * 1896, † 1974.